# Eduard Matusiewicz
Eduard Antonowicz Matusiewicz (ros. Эдуард Антонович Матусевич, biał. Эдуард Антонавіч Матусевіч, Eduard Antonawicz Matusiewicz; ur. 16 listopada 1937 w Mińsku) – radziecki łyżwiarz szybki, trzykrotny medalista mistrzostw Europy.

## Kariera
Największy sukces w karierze Eduard Matusiewicz osiągnął w 1965 roku, kiedy zwyciężył podczas mistrzostw Europy w Göteborgu. W poszczególnych biegach zajął czwarte miejsce na 500 m, drugie na 5000 m, pierwsze na 1500 m oraz ósme na dystansie 10 000 m. Na rozgrywanych dwa lata później mistrzostwach Europy w Lathi był trzeci, plasując się za Keesem Verkerkiem z Holandii i Walerijem Kapłanem. Matusiewicz był tam między innymi drugi na 500 m i trzeci na 1500 m. Ostatni medal wywalczył na mistrzostwach Europy w Oslo, gdzie zajął drugie miejsce. Rozdzielił tam na podium dwóch Norwegów: Freda Antona Maiera i Magne Thomassena. Był też między innymi czwarty na wielobojowych mistrzostwach świata w Helsinkach, przegrywając walkę o medal z Holendrem Rudim Liebrechtsem. W 1964 roku wystartował na igrzyskach olimpijskich w Innsbrucku, zajmując szóste miejsce w biegu na 1500 m. Na rozgrywanych cztery lata później igrzyskach w Grenoble na tym samym dystansie był ósmy. W 1968 roku zakończył karierę.